# IC 88
IC 88 је спирална галаксија у сазвјежђу Кит која се налази на листи објеката дубоког неба у Индекс каталогу.
Деклинација објекта је + 0° 47' 30" а ректасцензија 1h 14m 31,3s. Привидна величина (магнитуда) објекта IC 88 износи 15,3 а фотографска магнитуда 16,1.